# 野里朮
野里朮（Yelčük），蒙古帝国将领。高昌回鶻（畏兀儿）人，世居五城（庭州，别失八里）。
他的父亲达释勸高昌国王归附成吉思汗，远征中亚归来的诸王向成吉思汗推荐野里朮驍勇善戰，所率领的部落強大，他本人也想率衆效順蒙古。成吉思汗准备了五百驿马来迎接野里朮，非常重用他。成吉思汗西征花剌子模王朝时，野里朮随按赤台的军队作战。在这次战争中，野里朮立下了许多功绩。按赤台对他很重视，常常用红罗伞盖遮挡太阳，见到野里朮来議事，喜形于色，稱善良久，野里朮退下的时候，按赤台撒掉伞蓋送他十里。因功兼任四環衛的必闍赤。
1232年，他跟随大汗窝阔台攻打金朝，立下很多战功，賞赐優渥。1234年，金朝灭亡，他辅佐失吉忽秃忽調査漢地（金朝管辖的華北）户口。根据户口調査（乙未年籍）结果，划分了蒙古贵族的投下領（丙申年分撥）。野里朮去世后，他的儿子鐵哥朮继承了他必闍赤的职位。